# Suaeda nesophila
Suaeda nesophila là loài thực vật có hoa thuộc họ Dền. Loài này được Johnst. miêu tả khoa học đầu tiên năm 1935.